# Bahnhofstraße (Stralsund)
Die Bahnhofstraße in Stralsund verbindet den Tribseer Damm mit der Greifswalder Chaussee nahe einem Kreisverkehr, an dem die Greifswalder Chaussee, die Karl-Marx-Straße, die Werftstraße und der Frankendamm zusammentreffen.

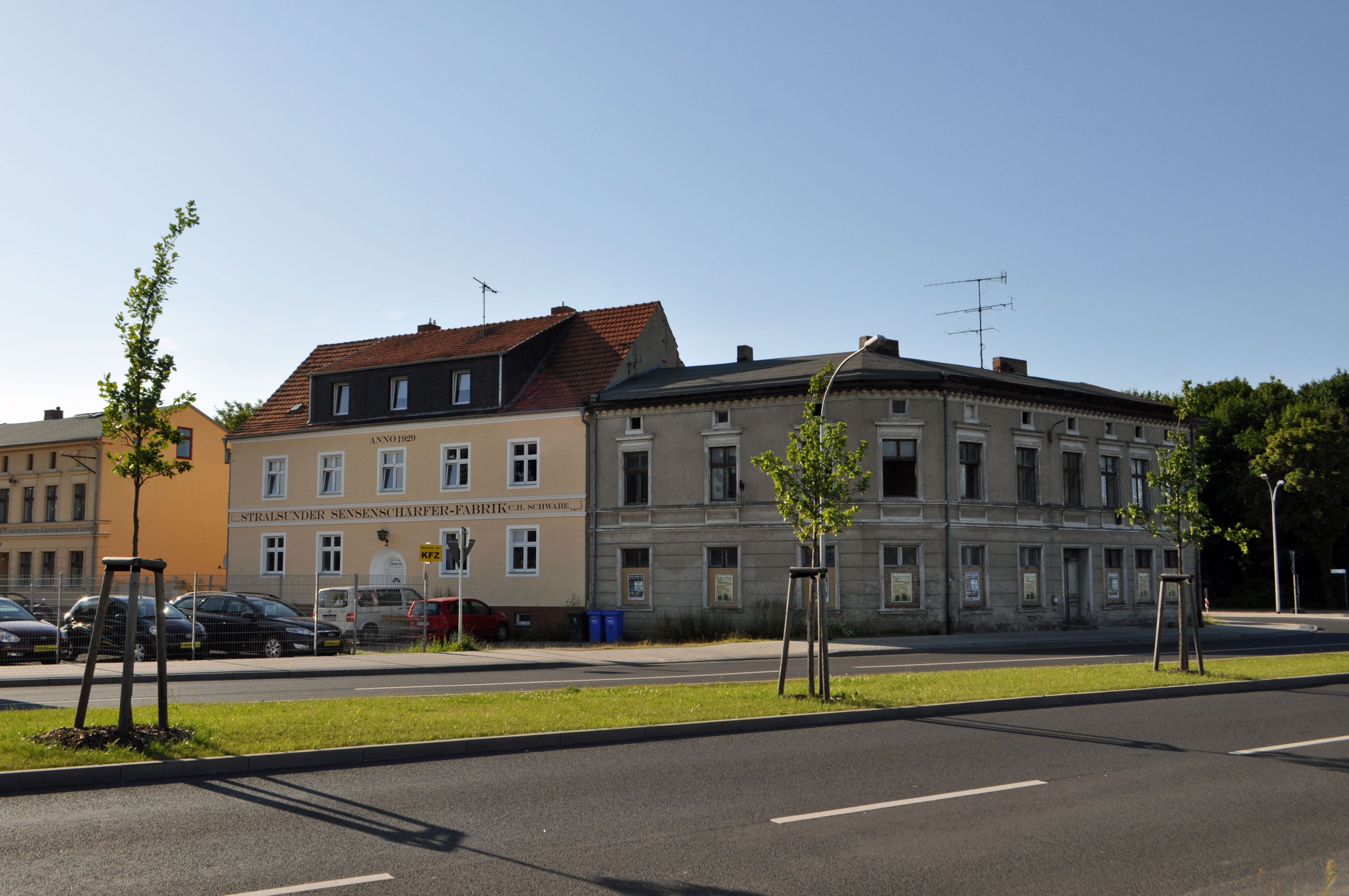
Die Bahnhofstraße Stralsund stößt auf die Greifswalder Chaussee (2013)

Die im Stadtteil Tribseer Vorstadt gelegene Straße verläuft zwischen dem Stralsunder Hauptbahnhof und dessen Gleisen und dem Frankenteich.
Der erste Bahnhof der Stadt Stralsund, der am 26. Oktober 1863 eröffnet wurde, lag an der Straße, die nach eben diesem Bahnhof benannt wurde. Am 29. März 1905 wurde ein neues Bahnhofsgebäude eingeweiht, das noch heute genutzt wird. Das erste, hölzerne Bahnhofsgebäude existiert nicht mehr.
Zunächst hieß der als Kiesweg angelegte Weg Bahnhofsweg, diesen Namen behielt er bis etwa 1890. Mitte der 1870er Jahre wurde der Weg gepflastert; die Stralsundische Zeitung berichtete am 2. November 1876, dass der Bahnhofsweg nunmehr „in seiner gesamten Breite vollendet und zugleich bis an den Vorplatz des Empfangsgebäudes gepflastert“ sei.
Eins der Gebäude in der Straße war in die Liste der Baudenkmale Stralsunds eingetragen und stand unter Denkmalschutz, nämlich das Wohnhaus Bahnhofstraße 3 am Bahnbetriebswerk Stralsund.
Von 1866 bis 1942 war die von Christoph Heinrich Schwabe gegründete Sensenschärferfabrik in der Straße in Betrieb. Durch die Straße fuhr in den Jahren 1900 bis 1905 die Straßenbahn Stralsund.